# Ralf Haarmann
Ralf Haarmann (* 1970 in Wuppertal) ist ein deutscher Komponist, Musiker, Installationskünstler und Hörspielregisseur.

## Leben und Werk
Von 1996 bis 1998 hatte Haarmann ein Atelier in Berlin. Anschließend arbeitete er von 1997 bis 2002 in Wuppertal und im Jahr 2004 im Kunsthaus Essen. Haarmann studierte von 2002 bis 2005 Elektronische Komposition an der Folkwang-Hochschule in Essen, verließ die Hochschule jedoch ohne Abschluss.
Sein künstlerisches Schaffen umfasst Kompositionen für Hörspiel, Theater und elektroakustische Konzertstücke. Er veröffentlichte unter dem Namen Haarmann und ist Mitglied der Formationen haarmannhommelsheim (mit Christiane Hommelsheim) und previouslyLoved (mit Monique van Hinte und Silvia Munzón Lopéz). Haarmann hat mehrere Radiostücke produziert, darunter r_evolution (2003, WDR/Studio Akustische Kunst), Alaaf (2016, gemeinsam mit Jochen Langner, WDR), Alphabet (2019, haarmannhommelsheim, DLF Kultur) und Der Fetzen (2023, von Philippe Lançon, SRF).
Zusammen mit Christiane Hommelsheim gründete er 2011 das Label klangmœbel. Das Album Die Umrandung des Nichts von haarmannhommelsheim wurde 2018 auf Zeit Online als Geheimtipp unter „Die Beste Musik des Jahres“ aufgeführt.
Haarmann hat auch Klanginstallationen geschaffen, darunter Journey to the visionary colours (1998, Von der Heydt-Museum/Wuppertal), Lava-Room II (2007, Kunsthaus Essen) und Am Rand gekratzt (2018, Kunst am Rand, Münster). Zudem war er an zahlreichen CD-Projekten beteiligt, darunter Hörbücher wie Die Attentäterin von Yasmina Khadra (2006) und Die Pest von Albert Camus (2011).
In der bildenden Kunst hat Haarmann mehrere Einzelausstellungen durchgeführt, darunter Unaustilgbare Transparenz (1997, Ultimate Akademie, Köln) und Krieg & Frieden (2005, Kunsthaus Essen). Er nahm auch an verschiedenen Gruppenausstellungen teil, wie z. B. Lautmalerei (1998, Von der Heydt-Museum, Wuppertal).
Im Laufe seiner Karriere erhielt Haarmann mehrere Auszeichnungen für seine künstlerischen Arbeiten erhalten. Im Jahr 2000 wurde ihm ein Arbeitsstipendium der Filmstiftung Nordrhein-Westfalen für r_evolution verliehen. 2004 erhielt er den ARD-Online-Award für die Komposition zu Genua 01 von Fausto Paravidino. Sein Hörspiel Ganz in meiner Haut von Stéphanie Marchais wurde im September 2012 als Hörspiel des Monats ausgezeichnet. Für den interaktiven Tatort Höllenfeuer von Daniel Wild erhielt Haarmann 2021 eine lobende Erwähnung beim Prix Europa. Im Januar 2022 wurde sein Hörspiel Das Schneckengrabhaus von Denijen Pauljević als Hörspiel des Monats ausgezeichnet, und im selben Jahr gewann er den Hörspielpreis Münster für Urbanes Narrativ: Das Geheimversteck, bei dem er als Autor, Regisseur und Komponist tätig war.
Zusätzlich wurde Haarmann für seine Arbeiten mehrfach nominiert, unter anderem für das Hörbuch des Jahres und verschiedene Hörspiele, die als Hörspiel des Monats ausgezeichnet wurden.

## Werke

### Konzerte und Performances (Auswahl)
- 2003: H2O, Konzert für Wasser und Computer
- 2005: grainDADAgrain, Konzert für Mandoline und Computer
- 2006: Das Ende der Nacht, Performance für Wort, Live-Elektronik und Mandoline nach Céline, gemeinsam mit der Schauspielerin An Kuohn
- 2006: Air, Konzert für Luftballon und Computer
- 2007: Herbert Stencil als Orpheus verkleidet in der Unterwelt (für V.), inspiriert von Thomas Pynchon
- 2007: Jarzan & Tane im Dschungel der Grossstadt, gemeinsam mit Johannes Gramm
- 2008: Air (Cave-Remake)
- 2008: Milkbomb
- 2008: In meiner Wohnung schauen mich eigentlich nur Hasen an
- 2010: fürsichstehend, gemeinsam mit der Bildenden Künstlerin Myriam Holme
- 2010: Neue Alchemie, gemeinsam mit der Bildenden Künstlerin Myriam Holme, im LWL-Landesmuseum für Kunst und Kulturgeschichte, Münster[10]
- 2018: Die Umrandung des Nichts, von haarmannhommelsheim
- 2023: Kontrakombination für zwei Spieler[11], von Haarmann

### Radiostücke
- 2003: r_evolution, von Ralf Haarmann, WDR/Studio Akustische Kunst
- 2016: Alaaf, von Ralf Haarmann und Jochen Langner, WDR
- 2017: Auch Deutsche unter den Opfern,[1] von Tuğsal Moğul, Haarmann: Regie, Komposition und Bearbeitung, WDR
- 2019: Alphabet, von haarmannhommelsheim, DLF Kultur
- 2019: Bitmemis – Not finished yet, von Ralf Haarmann, auch Regie und Komposition, WDR
- 2020: Die Frisur ist Nebensache, von Ralf Haarmann mit Volker Kapelle
- 2023: Der Fetzen von Philippe Lançon, Haarmann: Regie, Komposition und Bearbeitung, SRF
- 2024: Arbeit, nach dem Roman von Thorsten Nagelschmidt, Haarmann: Regie, Komposition und Adaption, RBB, WDR, MDR
- 2025: Misophonie - Hass auf Geräusche, Radiofeature von Ralf Haarmann, BR
- 2025: (Can't) Enjoy the Silence, Hörspiel von Ralf Haarmann

### Performances mit previouslyLoved
- 2020: previouslyLoved
- 2021: Paradijs Parzelle
- 2023: grenSZen
- 2024: Lonesome Buildings

### Klanginstallationen
- 1998: Journey to the visionary colours, Von der Heydt-Museum/Wuppertal
- 2007: Lava-Room II, Kunsthaus Essen/Essen
- 2007: Lava-Room I, Hartmut/Essen
- 2009: noch ungezeigte zeit, gemeinsam mit Myriam Holme, Kunstverein Ravensburg
- 2018: Am Rand gekratzt, Kunst am Rand, Münster
- 2019: Räume, von Martin Heindel, Villa Stuck München, Komposition: Haarmann

### Kompositionen (Auswahl)
Kompositionen für Hörspiel 
- 2004: Genua 01, von Fausto Paravidino
- 2005: Das Geisterschiff, von Margareth Obexer
- 2005: Hidden See, von Margareth Obexer
- 2006: Nicht mein Bein, von Klaus Fehling
- 2006: Die Attentäterin, von Yasmina Khadra
- 2006: Nordost, von Torsten Buchsteiner
- 2006: Der Wanderer und seine Regenhaube, von Matthias Karow
- 2007: Die rote Zone, von Grigori Pasko
- 2007: Die dritte Jungfrau, von Fred Vargas
- 2007: LUKS von Johanna Olausson – Regie:Susanne Krings (Hörspiel – WDR)
- 2008: Der Kleine im Glaspott von F. K. Waechter[12]
- 2008: Bevor alles weg ist, von Martin Becker[13]
- 2008: Das Zeichen des Widders, von Fred Vargas
- 2008: Die Sirenen von Bagdad, von Yasmina Khadra
- 2009: Der verbotene Ort, von Fred Vargas
- 2009: Terrorspiele, von Fabian von Freier und Andreas von Westphalen
- 2009: Der Polarforscher, von T. C. Boyle
- 2010: Die Pest, von Albert Camus
- 2010: Prima la Donna, von Thomas Voigt[14]
- 2010: Vor Sonnenaufgang, von Bodo Traber
- 2011: Die Leinwand, von Benjamin Stein
- 2011: Die blauen Schafe, von Bodo Traber
- 2012: ARD Radio Tatort Touristen[15]
- 2012: Wie ein Lied von Martin Heindel
- 2013: Der Garten Eden von Ernest Hemingway
- 2015: Das Verschwinden des Philip S. von Ulrike Edschmid
- 2016: Die Fabrik von Martin Heindel
- 2017: Auch Deutsche unter den Opfern[1] von Tuğsal Moğul
- 2018: 1933 war ein schlimmes Jahr von John Fante
- 2019: Bitmemis – Not finished yet von Ralf Haarmann, WDR
- 2019: Im Raum von Martin Heindel, WDR
- 2020: Cassandra Rising von Martin Heindel
- 2023: Arbeit von Thorsten Nagelschmidt, RBB, WDR, MDR
- 2023: Der Fetzen von Philippe Lançon, SRF
- 2024: Die Anschlags - Russlands Spione unter uns von Manuel Bewarder, Palina Milling und Florian Flade, WDR

 Kompositionen für das Theater 
- 2005: Liberté toujours, von Margareth Obexer
- 2006: Undine geht, von Ingeborg Bachmann
- 2006: Der Liebhaber, von Harold Pinter
- 2011: Rost, von Anne Hirth an den Wuppertaler Bühnen[16]
- 2013: Nichts von Janne Teller am Anhaltischen Theater Dessau
- 2015: Du hast Zucker, Junge! von Samaldo Tamatues Horseproduction
- 2020: previoulsyLOVED von Nina Lawina & randomTRIGGER
- 2024: Lonesome Buildings von previoulsyLoved

### Mitarbeit an CD-Veröffentlichungen
- 2006: Die Attentäterin von Yasmina Khadra beim Hörverlag
- 2007: Die dritte Jungfrau von Fred Vargas bei der Audio Verlag
- 2007: H2O von Haarmann bei m.m. Label
- 2008: Das Zeichen des Widders von Fred Vargas bei der Audio Verlag
- 2008: Die Sirenen von Bagdad von Yasmina Khadra beim Hörverlag
- 2009: Der verbotene Ort von Fred Vargas bei der Audio Verlag
- 2009: Der Polarforscher von T. C. Boyle beim Hörverlag
- 2009: Wir können noch viel zusammen machen von F. K. Waechter
- 2011: Die Pest von Albert Camus bei der Audio Verlag
- 2018: Die Umrandung des Nichts von haarmannhommelsheim bei klangmœbel

### Bildende Kunst
Einzelausstellungen
- 1997  Unaustilgbare Transparenz, Ultimate Akademie, Köln
- 1998  Königin der Herzen, Pop Art, Wuppertal
- 2004  Profan, Praxisgalerie Hammelmann, Essen[17]
- 2005  Krieg & Frieden, Kunsthaus Essen[18]

Gruppenausstellungen mit Katalog
- 1998  Lautmalerei, Von der Heydt-Museum, Wuppertal
- 2000  NULLstelle, Galerie Lygnaß, Herne[17]
- 2018  Kunst am Rand, Münster

## Auszeichnungen
- 2000: Arbeitsstipendium der Filmstiftung Nordrhein-Westfalen für r_evolution
- 2004: ARD-Online-Award für Genua 01 von Fausto Paravidino (Komposition)
- 2012: Hörspiel des Monats September Ganz in meiner Haut von Stéphanie Marchais (Komposition)
- 2021: Lobende Erwähnung beim Prix Europa für den interaktiven Tatort – Höllenfeuer von Daniel Wild (Komposition)
- 2022: Hörspiel des Monats Januar für Das Schneckengrabhaus von Denijen Pauljević (Regie)
- 2022: Hörspielpreis Münster für Urbanes Narrativ: Das Geheimversteck (Autor, Regie, Komposition)

Nominierungen
- 2006: Die Attentäterin für das Hörbuch des Jahres
- 2010: Prima la Donna Hörspiel des Monats April (Komposition)
- 2012: Nominierung von Die blauen Schafe von Bodo Traber für den Kurd-Laßwitz-Preis (Komposition)
- 2013: Nominierung von Puppenstadt von Bodo Traber und Tilman Zens für den Kurd-Laßwitz-Preis (Komposition)
- 2013: Prima la Donna für das Hörbuch des Jahres (Komposition)
- 2016: Alaaf Hörspiel des Monats Februar
- 2017: Auch Deutsche unter den Opfern Hörspiel des Monats September (Regie, Komposition)
- 2018: 1933 war ein schlimmes Jahr Hörspiel des Monats November (Komposition)
- 2021: Nominierung von Cassandra Rising von Martin Heindel für den Kurd-Laßwitz-Preis (Komposition)
- 2022: Das Schneckengrabhaus von Denijen Pauljević  für das Hörspiel des Jahres (Regie)
- 2023: Days of Nothing von Fabrice Melquiot für das Hörspiel des Monats (Komposition)
- 2023: Der Fetzen von Philippe Lançon für das Hörspiel des Monats (Regie, Komposition und Adaption)
- 2024: Arbeit von Thorsten Nagelschmidt für das Hörspiel des Monats (Regie, Komposition und Adaption)
- 2024: Arbeit von Thorsten Nagelschmidt auf der Longlist des Preis der Deutschen Schallplattenkritik in der Sparte Wortkunst (Regie, Komposition und Adaption)